# Paracoccus turrialbensis
Paracoccus turrialbensis är en insektsart som beskrevs av Williams och Granara de Willink 1992. Paracoccus turrialbensis ingår i släktet Paracoccus och familjen ullsköldlöss.
Artens utbredningsområde är Costa Rica. Inga underarter finns listade i Catalogue of Life.